# BK Kryvbas
Basketbolnyj kloeb Kryvbas (Oekraïens: баскетбольный клуб "Кривбас") is een Oekraïense professionele basketbalclub uit Kryvy Rih. De club speelde zijn thuiswedstrijden in het KTU Sports Complex voor 1.300 toeschouwers.

## Geschiedenis
De club is opgericht in 2000 als Basket Kryvy Rih. In 2002 veranderde de naam in Kryvbasbasket. In 2009 veranderde de naam in SK Kryvbas. In 2017 werd de club opgeheven. In 2021 werd er een doorstart gemaakt onder de naam BK Kryvbas. BK Kryvbas won het landskampioenschap van Oekraïne in 2009 en werd twee keer tweede om de beker van Oekraïne in 2016 en 2017.

## Erelijst
- Landskampioen Oekraïne: 1
  - Winnaar: 2009

- Bekerwinnaar Oekraïne:
  - Runner-up: 2016, 2017

## Bekende (oud)-coaches
- Zvezdan Mitrović (2007-2010)
- Volodymyr Tsjoersin (2011-2016)

## Bekende (oud)-spelers
- Winsome Frazier